# Bergamasco, Piemonte
Bergamasco är en ort och kommun i provinsen Alessandria i regionen Piemonte i Italien. Kommunen hade 720 invånare (2018).